# Pentax LX
La Pentax LX è una fotocamera reflex monobiettivo, per caricatori in rullini 135, ad ottiche intercambiabili, prodotta in Giappone da Asahi Pentax tra il 1980 e il 2001. Usa un innesto per obiettivi a baionetta K che permette di utilizzare tutte le ottiche Pentax K per il formato Leica 24x36, prodotte dal 1975 in poi; i precedenti obiettivi con innesto a vite M42x1, per lo stesso formato, possono essere utilizzati con un adattatore, perdendo la misurazione esposimetrica a tutta apertura e l'automatismo del diaframma.

## Caratteristiche
La fotocamera era la professionale al top della gamma Pentax non autofocus. Paragonata ai corpi macchina professionali concorrenti dell'epoca, come la Canon F-1 o la Nikon F3, il corpo LX aveva caratteristiche e prestazioni più avanzate pur essendo assai più compatto e leggero. La Olympus OM-2 era ancora più leggera ma non aveva i mirini intercambiabili a differenza delle altre tre.

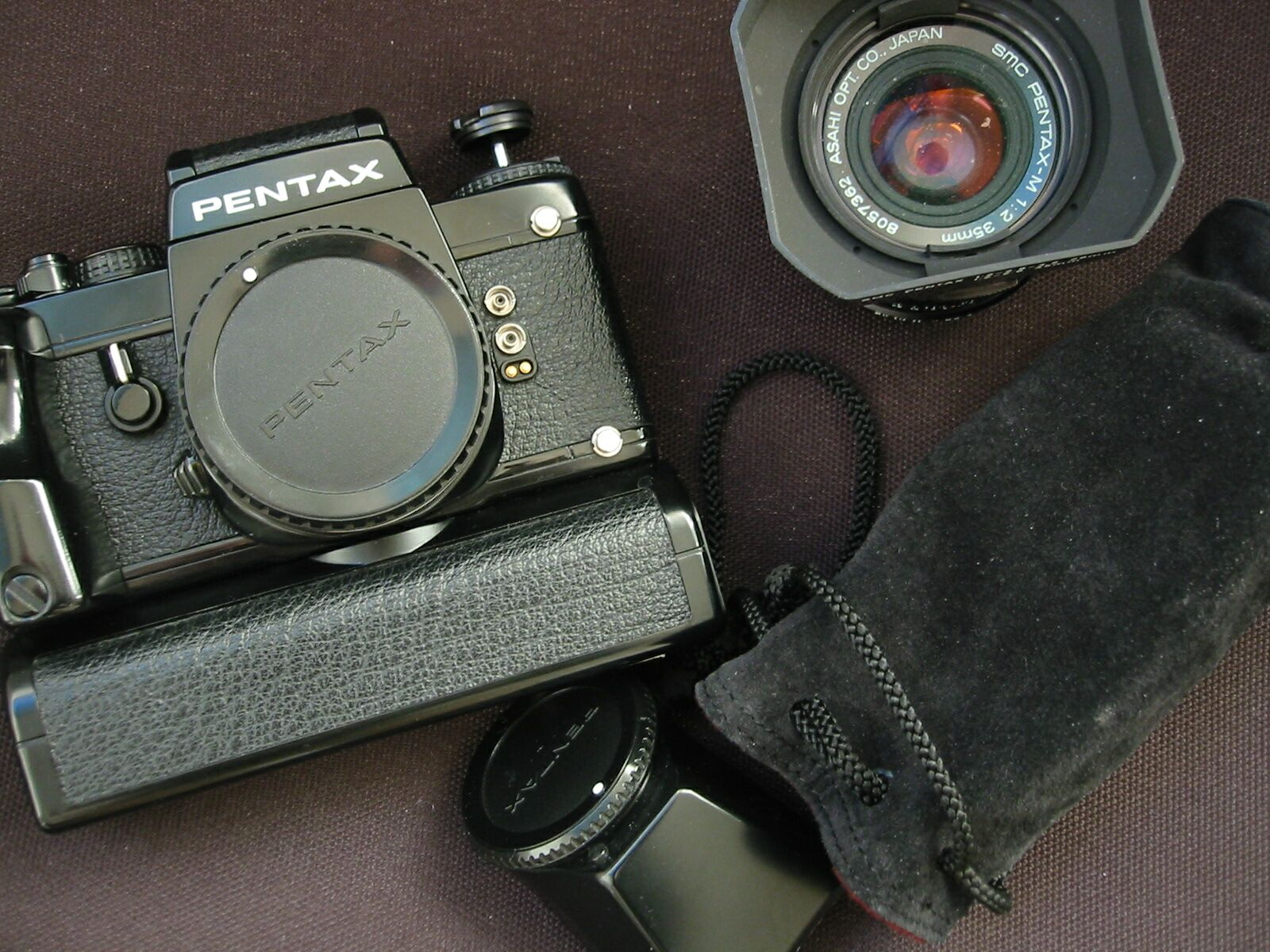
Pentax LX con mirino sportivo ed accessori.

La Pentax LX era dotata di un otturatore con tendine in titanio a scorrimento orizzontale a funzionamento meccanico, e quindi indipendente dalle batterie, che offriva tempi variabili dalla velocità di sincro flash (1/75 di secondo) a 1/2000 di secondo, oltre la posa B, mentre i tempi lenti, da 1/60 a 4 secondi erano controllati elettronicamente.
Quanto sopra vale nel modo di funzionamento ad impostazione manuale dei tempi, mentre nel modo automatico a priorità dei diaframmi l'intera gamma dei tempi, da 125 secondi a 1/2000 era controllata elettronicamente dall'esposimetro incorporato.
Questo componente aveva elevate prestazioni in condizioni di luce scarsa, in quanto la sensibilità raggiungeva i -5,5 EV (125 secondi con apertura relativa 1,2 a 100 ASA), ed utilizzava per l'esposizione in automatismo la tecnica della misurazione TTL sul piano focale a specchio sollevato ed alla effettiva chiusura del diaframma introdotta dalla Olympus. Si aveva quindi la misurazione, mediante fotodiodi al silicio, della luce riflessa dalla prima tendina per i tempi veloci, direttamente dalla pellicola per i tempi lenti. Questa tecnica permetteva di misurare in modo TTL anche la luce del flash, controllando direttamente i lampeggiatori dedicati (come i Pentax serie “T”). Per la misurazione in manuale si misurava la luce riflessa dalla tendina dopo aver attraversato una zona semiriflettente dello specchio, la misurazione avveniva a tutta apertura con la simulazione del diaframma consentita dall'innesto a baionetta K, i dati di esposizione erano visualizzati nel mirino mediante LED.
La costruzione dell'apparecchio era improntata a criteri di precisione, robustezza ed affidabilità, con corpo in fusione metallica e coperchio e fondello metallici, le superfici esterne erano cromate nere e successivamente verniciate in nero opaco, cosicché l'eventuale usura della vernice non scoprisse parti in colore contrastante. I vari coperchi e tutti i comandi erano sigillati contro l'ingresso di acqua e polvere; questo accorgimento all'epoca fu una novità, ed in seguito è stato adottato su ben poche altre fotocamere anche di alto livello.
Sia il mirino che gli schermi di messa a fuoco erano intercambiabili per adattarsi alle varie esigenze, erano disponibili 12 schermi e 7 mirini, come il mirino ingranditore, il pentaprisma con oculare orientabile, il pozzetto ecc. Alcuni di questi, come pure il pentaprisma standard, erano dotati di correzione diottrica per compensare i difetti di vista dell'utilizzatore.
Un'altra particolarità della macchina era il contapose, che funzionava anche, a ritroso, durante il riavvolgimento della pellicola, ciò che permetteva, ad esempio, di eseguire esposizioni multiple su qualsiasi fotogramma.
La fotocamera disponeva di blocco dello specchio, comando per esposizioni multiple, controllo della profondità di campo, compensazione dell'esposizione automatica. Si potevano montare un winder per l'avanzamento automatico a 2 fotogrammi al secondo e un motore da cinque fotogrammi al secondo, quest'ultimo aveva un comando per ridurre senza soluzione di continuità la velocità di avanzamento fino a 0,5 fotogrammi al secondo.
Il sistema era completato da numerosi altri accessori quali impugnature, portabatterie, dorsi data e orologio, telecomadi ecc.

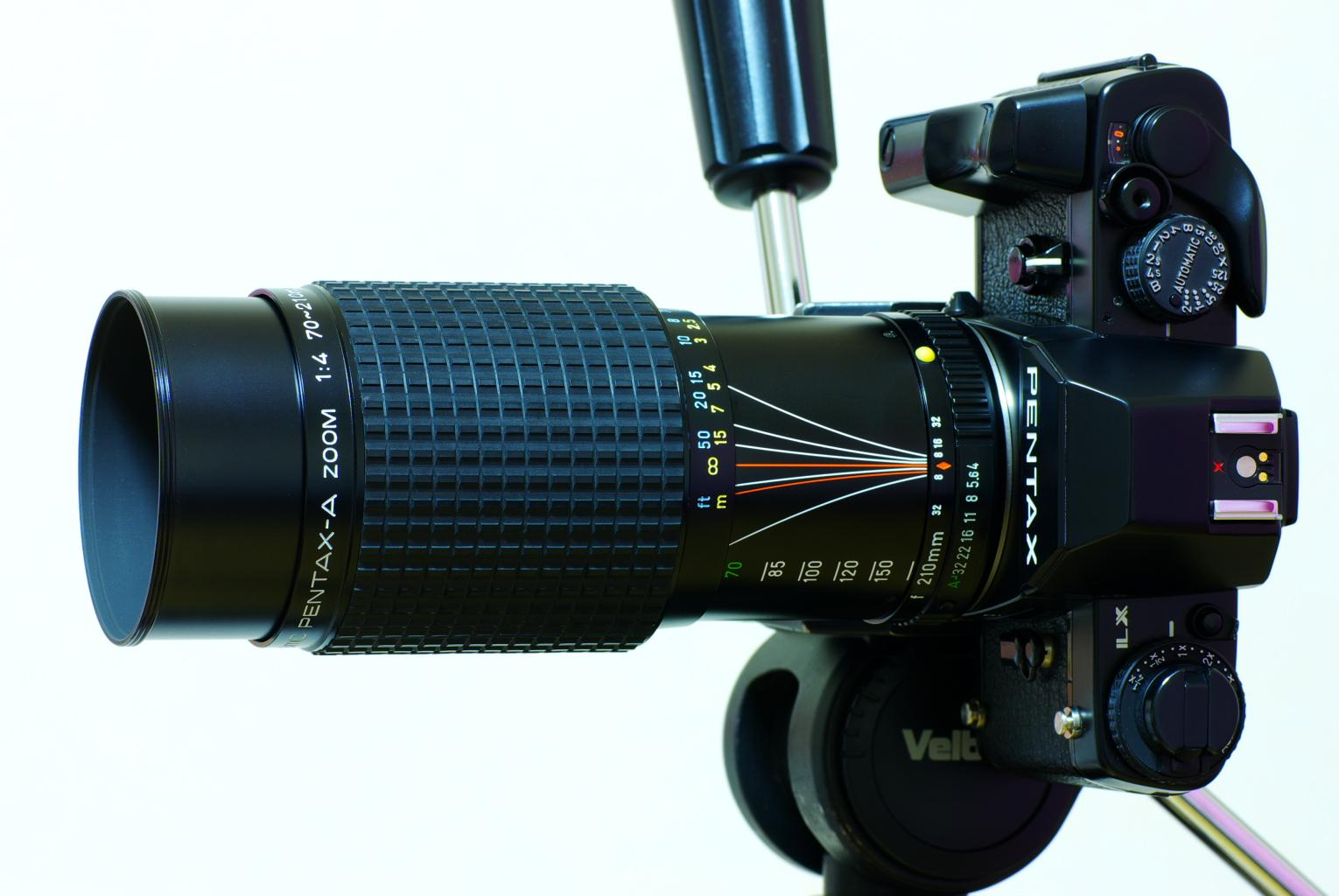
Pentax LX con zoom Pentax-A 70-210mm, F4

Nell'ottobre 1981 Pentax produsse un'edizione limitata di 300 macchine “Pentax LX Gold” per celebrare il traguardo dei 10 milioni di reflex, raggiunto per la prima volta da un costruttore, secondo il certificato che accompagnava la fotocamera. Questa, come l'obiettivo SMC Pentax 1:1,2 50mm era placcata in oro e rivestita in pelle marrone, con le parti in plastica marroni e dotata di una borsa Pronto del medesimo colore.  Le macchine a seconda del mercato di destinazione avevano il rivestimento in pelle di rettile o bovina. Il numero effettivo di fotocamere prodotte è alquanto superiore alle trecento, poiché alcune non furono distribuite a causa di piccoli difetti e altre furono utilizzate dalla casa stessa. Trecento, secondo le dichiarazioni ufficiali di Pentax è il numero effettivo delle macchine vendute.
Successivamente, secondo l'Asahi Optical Historical Club, furono distribuite sul mercato giapponese altre tre edizioni limitate della Pentax LX:
La Pentax LX Titanium fu prodotta nel 1994 in occasione del 75º anniversario dell'azienda. L'edizione limitata rivestita in titanio, apparentemente costituita da 1000 pezzi per il mercato giapponese era venduta in un contenitore espositore.
La Pentax LX Titanium finita in nero fu lanciata nel 1996 in soli 300 pezzi.
La Pentax LX 2000 con un SMC Pentax-A 1:1,2 50mm cromata anziché nera segnò il nuovo millennio nel 2000.